# Émission par effet de champ
L'émission par effet de champ, ou, sous forme abrégée, lʼémission de champ, est l'émission d'électrons induits par des champs électromagnétiques externes. Elle peut avoir lieu à partir d'une surface solide ou liquide, ou bien directement au niveau d'un atome en milieu gazeux.
La théorie d'émission par effet de champ à partir des métaux a été décrite la première fois par Fowler et Nordheim en 1928.

## Calcul du courant
Le courant {\displaystyle j} d'émission électronique se calcule au moyen de l'équation dite de Fowler-Nordheim :
{\displaystyle j(E)=K_{1}{{|E|^{2}} \over \Phi }\cdot e^{-K_{2}\cdot \Phi ^{3 \over 2}/|E|}}

avec

| {\displaystyle E}                            | : | intensité du champ électrique                                 |
| {\displaystyle K_{1}}, {\displaystyle K_{2}} | : | paramètres dépendants du matériau et de la géométrie du champ |
| {\displaystyle \Phi }                        | : | Travail de sortie                                             |